# Pfeifergericht
Das Pfeifergericht war eine Zeremonie der Reichsstadt Frankfurt am Main. Sie fand alljährlich im Rahmen eines Gerichtstages zur Herbstmesse statt und wurde erstmals 1380 urkundlich erwähnt. Johann Wolfgang Goethe beschrieb den Ablauf in seiner autobiographischen Schrift Aus meinem Leben. Dichtung und Wahrheit. Sein Großvater Johann Wolfgang Textor saß als Stadtschultheiß dem Pfeifergericht vor. 1802 fand das letzte Pfeifergericht statt.

## Geschichte
Die Ursprünge der Zeremonie lagen in einem Privileg, mit dem König Heinrich IV. die Bürger von Worms 1074 vom Zoll zu Frankfurt befreit hatte. Der Zoll wurde von allen durch die Frankfurter Mainfurt nach Norden oder Osten reisenden Fernhändlern erhoben, später auch von den Kaufleuten, die zur ab Mitte des 12. Jahrhunderts schriftlich nachweisbaren Frankfurter Herbstmesse reisten.
Nach und nach wurde das Privileg auf die Städte Alt-Bamberg und Nürnberg erweitert. Die Zollbefreiung musste jährlich durch rituelle Naturalabgaben an den kaiserlichen Vogt in Frankfurt, ab 1220 an den Reichsschultheißen, erneuert werden. Nachdem Frankfurt 1372 seine Reichsunmittelbarkeit erlangt hatte, ließen sich die Deputierten der vier Reichsstädte das Privileg jährlich vom Schöffengericht, den 14 Ratsherren der Ersten Bank unter dem Vorsitz des Stadtschultheißen, bestätigen.
1802 wurde das letzte Pfeifergericht abgehalten. Mit dem Ende des Heiligen Römischen Reiches 1806 endete die Tradition des Pfeifergerichts auch formell.

## Ablauf
Am Tag vor Mariä Geburt (am 7. September), dem traditionellen Beginn der Herbstmesse, versammelten sich die 14 Schöffen unter dem Vorsitz des Stadtschultheißen im Kaisersaal des Römers, um Gericht zu halten. Währenddessen trafen sich die Deputierten der drei Städte im Nürnberger Hof. Von dort zogen sie hinüber zum Römerberg. Angeführt wurde ihr Zug von drei Nürnberger Stadtpfeifern, die auf einer Schalmei, einer Posaune und einem Pommer die überlieferte Melodie des Pfeifermarsches bliesen. Bei der Ankunft im Kaisersaal unterbrach das Gericht seine Sitzung, um den Vortrag der Deputierten zu hören. Sie überreichten dem Stadtschultheißen einen hölzernen Becher, der mit einem Pfund Pfeffer bis zum Rand gefüllt war, ein Paar weißbestickte Lederhandschuhe, ein weißes Stäbchen und ein paar kleine Silbermünzen. Der Wormser Deputierte fügte noch einen alten Biberhut hinzu, den er nach der Zeremonie für einen Gulden wieder auslöste, um ihn für das nächste Jahr in Verwahrung zu nehmen. Der Stadtschultheiß nahm die Geschenke entgegen und bestätigte den Gesandten der drei Städte die Zollfreiheit für ihre Kaufleute. Anschließend zog die Delegation ab, wobei die Pfeifer wiederum einen Marsch bliesen.
Der Pfeffer und der Hut symbolisierten die Handelswaren der Städte, die Handschuhe und der Stab die Gerichts- und Zollherrschaft des Kaisers, die der Stadtschultheiß in seinem Auftrag vertrat.
Drei Pfeifergerichtsbecher werden im Frankfurter Historischen Museum aufbewahrt: Ein Becher aus Bamberg von 1655, aus Worms von 1698 und aus Nürnberg von 1701.